# Daniel Boone

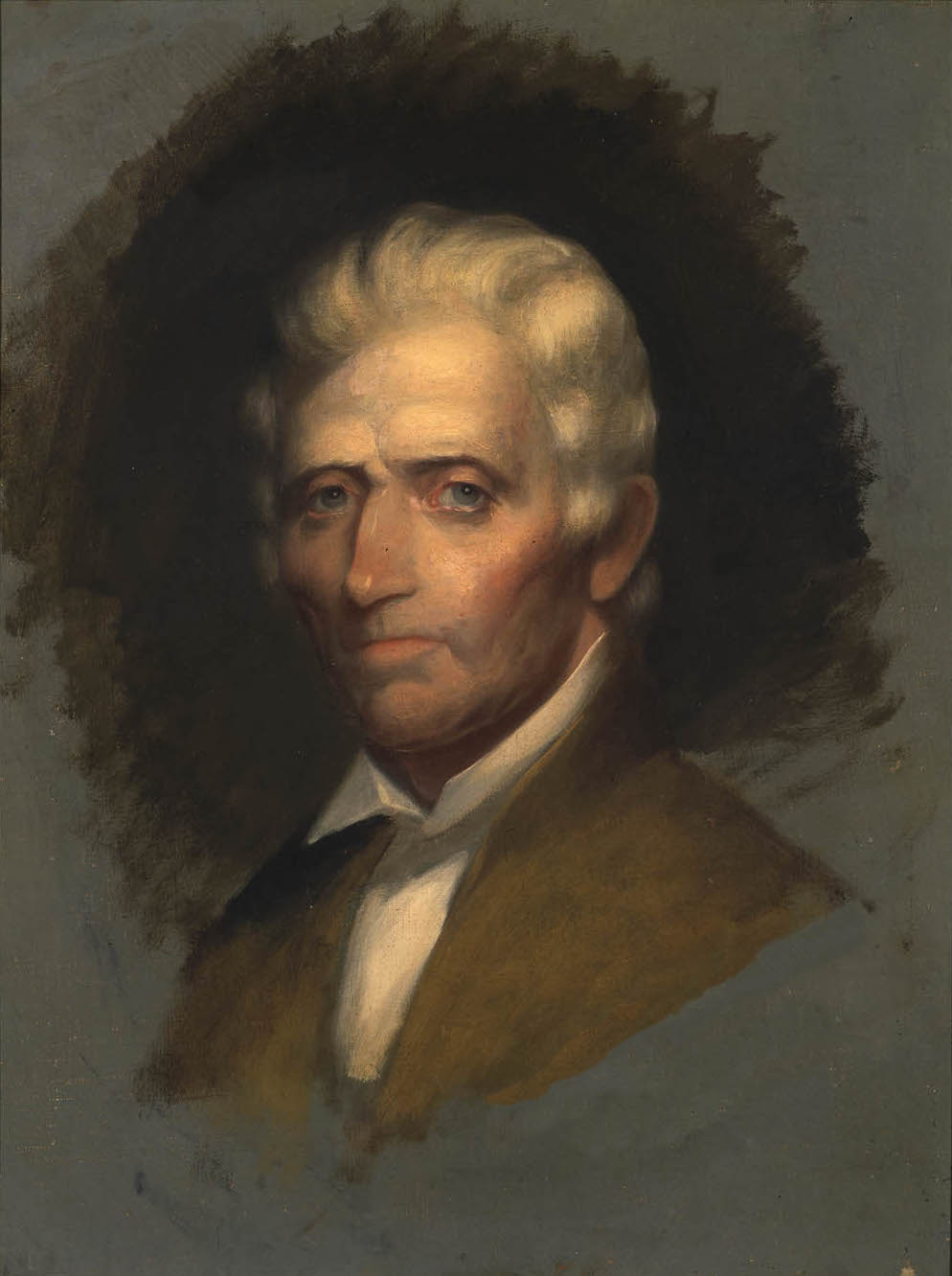
Daniel Boone in 1820

Daniel Boone (Berks County, 2 november 1734 – St. Charles County, 26 september 1820) was een Amerikaanse pionier en ontdekkingsreiziger, die een van de eerste Amerikaanse volkshelden werd.

## Biografie

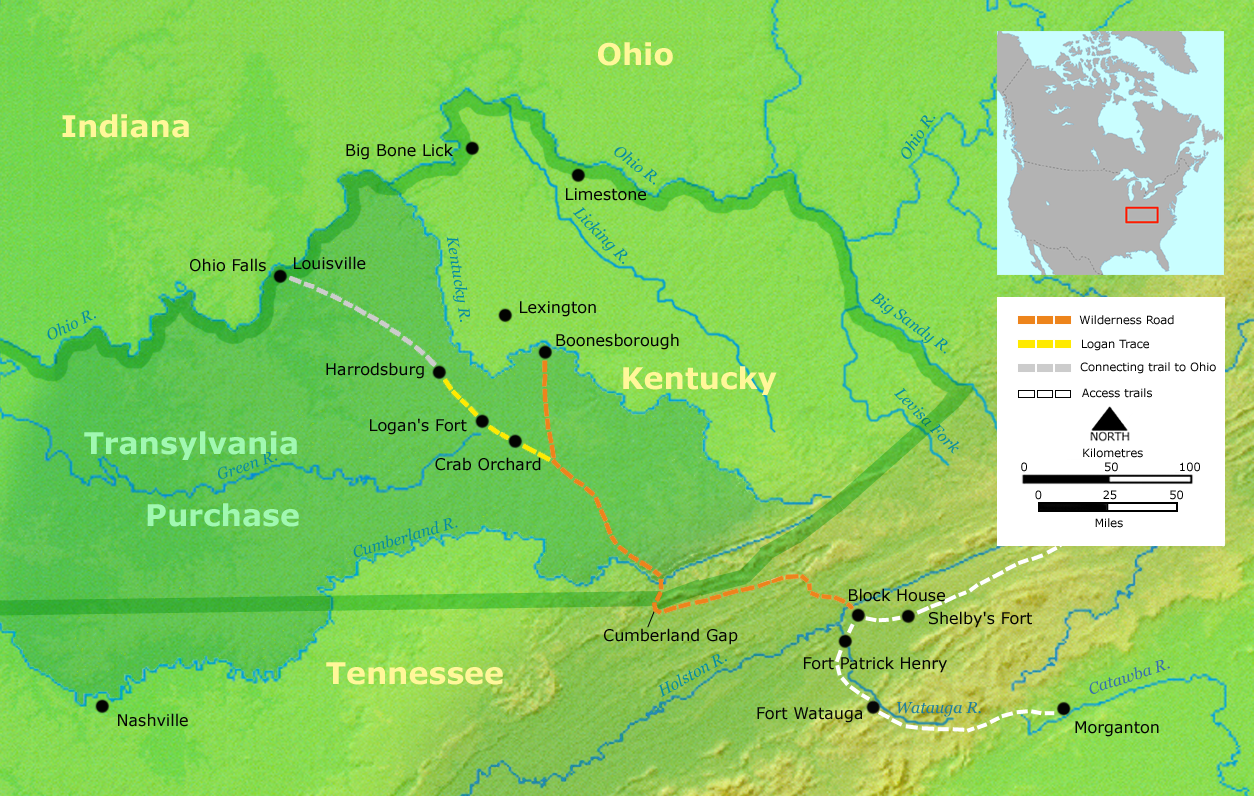
Wilderness Road met de eerste nederzettingen ten westen van de Appalachen

Boone is het bekendst van zijn verkenning van wat nu Kentucky is, toen behorende bij Virginia maar aan de andere kant van het oostelijke Amerikaanse kustgebergte de Appalachen. Ondanks verzet van sommige indianenstammen zoals de Shawnee, baande Boone zich in 1775 een weg over de Appalachen door de Cumberland Gap en stichtte hij de nederzetting Boonesborough, tegenwoordig behorende bij Madison County (Kentucky). Dit was een van de eerste Amerikaanse nederzettingen ten westen van de Appalachen. Voor 1800 volgden ongeveer 200.000 migranten de door Boone gemarkeerde 'Wilderness Road' naar Kentucky/Virginia. Boone was militieofficier in de Amerikaanse Onafhankelijkheidsoorlog (1775-1783), die in Kentucky hoofdzakelijk werd gevochten tussen de kolonisten en door Britten gesteunde indianenstammen. Boone werd in 1778 door Shawnee-indianen gevangengenomen, maar na enige tijd namen zij hem op in hun stam. Later keerde hij terug naar Boonesburough en hielp hij mee met de verdediging van de pas gestichte kolonistenstadjes. Boone werd tijdens de Onafhankelijkheidsoorlog drie keer gekozen als lid van het Huis van Afgevaardigden van Virginia en vocht in de slag bij Blue Licks (1782), een van de laatste veldslagen van die strijd. Na de oorlog was Boone actief als koopman en verkenner, maar hij kwam diep in de schulden door verkeerde landspeculaties in het nieuwe territorium. Gefrustreerd door alle problemen emigreerde Boone in 1799 naar oostelijk Missouri, waar hij de laatste twintig jaar van zijn leven doorbracht.

## Amerikaanse volksheld
Boone was gedurende zijn leven al een beroemdheid, vooral door het eerste boek dat over hem en zijn avonturen verscheen: The Adventures of Colonel Daniel Boone van John Filson uit 1784. Na zijn dood groeide zijn faam nog meer door verschillende biografieën en door schrijvers zoals James Fenimore Cooper, die zijn leven als grondslag voor, al of niet verzonnen, avonturenverhalen gebruikten. Later werden er ook films en televisieseries over Boone gemaakt. Zijn persoon was de grondslag voor typische Amerikaanse volkshelden, zoals de cowboy en trapper.